# Passalora pulchella
Passalora pulchella är en svampart som först beskrevs av T.S. Ramakr., och fick sitt nu gällande namn av U. Braun & Crous 2003. Passalora pulchella ingår i släktet Passalora och familjen Mycosphaerellaceae.   Inga underarter finns listade i Catalogue of Life.